# Kacey Jost
Kacey Jost (* 15. Februar 2000 in St. Albert) ist eine kanadische Volleyballspielerin.

## Karriere
Jost begann ihre Karriere an der St. Albert High School. Von 2018 bis 2024 studierte sie an der University of British Columbia und spielte in der Universitätsmannschaft Thunderbirds. Mit der kanadischen Nationalmannschaft wurde die Libera 2023 Dritte bei der NORCECA-Meisterschaft. Außerdem war sie im Kader bei der Olympiaqualifikation. 2024 spielt sie mit Kanada in der Nations League. Zur Saison 2024/25 wechselte Jost zum deutschen Bundesligisten Ladies in Black Aachen.